# LDR-modstand
En LDR-modstand (LDR for Light-dependent resistor, på dansk: lys-afhængig modstand), somme tider også kaldet en fotocelle og sjældnere fotoresistor, er en elektronisk komponent svarende til en modstand, men sådan indrettet at den elektriske modstand gennem komponenten afhænger af hvor meget lys der falder på den. Jo mere lys, desto mindre modstand.
LDR-modstande bliver designet til at reagere på lys i forskellige intervaller af det elektromagnetiske spektrum: Det billige og meget udbredte cadmiumsulfid (CdS) er mest følsomt over for lys med bølgelængder mellem 500 og 600 nanometer, svarende til gult og grønt lys. Andre stoffer, herunder blysulfid (PbS) og indiumantimonid (InSb), er mest følsomme for bølgelængder omtrent midt i det infrarøde område, mens en kombination af germanium og kobber hører til de bedste detektorer for de mest langbølgede infrarøde stråler.

## Sådan virker en LDR-modstand
Det lysfølsomme stof i en LDR-modstand fungerer som en halvleder, med ingen eller kun ringe mængder af de fremmedstoffer der fremmer halvlederens ledningsevne; "i sig selv" udviser komponenten altså en meget stor elektrisk modstand.
Når der falder lys på komponenten "bombarderes" elektronerne i LDR-modstandens lysfølsomme stof med fotoner, og hvis en foton indeholder tilstrækkelig energi, kan den eksitere', eller "løsrive", en elektron. Så længe der falder lys på komponenten løsrives der elektroner, som nu kan bevæge sig frit i stoffet, og bidrage til at "transportere" elektrisk strøm; resultatet er at LDR-modstanden har lettere ved at lede strømmen når der falder lys på den, hvilket ytrer sig som faldende elektrisk modstand.
I et helt rent halvledermateriale skal fotonen indeholde tilstrækkelig energi til at eksitere elektronen hele vejen fra valensbåndet til ledningsbåndet – er halvlederen doteret med en smule fremmedatomer vil elektronerne have en grundtilstand lidt over valensbåndet, hvilket gør det lidt lettere for lyset at eksitere elektronen op til ledningsbåndet.

## Anvendelser
LDR-modstande anvendes til en lang række formål, hvor elektronik skal reagere på lys eller mørke, og hvor skiftene mellem lys og mørke sker tilpas langsomt. Til opgaver hvor komponenten skal "følge med" i hurtigt skiftende lysglimt er LDR-modstande mindre velegnet, så i disse tilfælde bruger man i stedet andre fotodetektorer – f.eks. en fototransistor eller fotodiode.
- LDR-modstande bruges i lys- eller "skumrings-relæer" af den slags der automatisk tænder for f.eks. gadebelysning så længe det er mørkt.
- LDR-modstande indgår ofte i den "side" af en optisk gaffel der modtager lyset. Sådan et arrangement kan f.eks. anvendes til styring af elevatordøre, så de først går i, når der ikke er mennesker eller ting i døråbningen.
- Infrarød-følsomme LDR-modstande blev en overgang brugt som de "øjne" i varmesøgende missiler der tillod missilet at finde sit varme-udstrående mål.
- LDR-modstande bliver også af og til anvendt i optokoblere.